# 双湖碱茅
双湖碱茅（学名：Puccinellia shuanghuensis）为禾本科碱茅属下的一个种。